# Алберто Морено
Алберто Морено Перес (на испански: Alberto Moreno Pérez, испанско произношение: [alˈβerto moˈɾeno ˈpeɾeθ]) е испански футболист играещ за Комо на поста ляв защитник.

## Клубна кариера

### Севиля
Роден в Севиля, Андалусия, Морено започва да тренира в клуба от родния си град Севиля, а първия си сезон прекарва с резервите на юношите в трета дивизия. На 8 април 2012 той прави своя дебют в първия отбор на Севиля, съответно дебют и в Примера дивисион, влизайки като резерва на мястото на Ману Дел Морал в последните минути на срещата при загубата като гост на Атлетик Билбао с 0:1.
През февруари 2013 г., Морено окончателно влиза в първия отбор. На 4 октомври той подновява договора си с клуба като подписва до 30 юни 2018 година. На 20 октомври 2013 г. вкарва първия си професионален гол при равенството 2:2 срещу Реал Валядолид.

### Ливърпул
На 12 август 2014 г. Ливърпул съобщава на официалния си сайт за привличането на Морено. Няколко дни по-късно трансфера става официален, който е на стойност £12 млн. паунда (18 млн. евро), преминава медицински прегледи и подписва дългосрочен договор с клубът от Ливърпул. Морено ще носи фланелка с номер 18 в новия си отбор.

## Национален отбор
Играе за Испания до 21 г. на Европейското първенство до 21 г. на УЕФА през 2013 г., на който отбора му става шампион. След това негово участие той е повикан в първия отбор на Испания на 4 октомври 2013 г. за квалификациите за световното първенство в Бразилия срещу отбора на Грузия. Прави своя дебют на 15 октомври като играе пълни 90 минути при победата с 2:0 в Албасете.

## Успехи

### Клубни
Севиля
- Лига Европа – 2013/14

### Национални
Испания до 21 г.
- Европейско първенство до 21 г. на УЕФА: 2013